# Pedro Coelho (jornalista)
Pedro Manuel Rouxinol Samina Coelho (Montemor-o-Novo, 1966) é um jornalista português. Especializado em jornalismo de investigação, que pratica e leciona, esteve ligado à fundação da SIC e da segunda fase da Rádio Almansor. Pedro Coelho teve colaborações com o jornal O Independente.
No espaço académico, Pedro Coelho é Professor Auxiliar da Faculdade de Ciências Sociais e Humanas da Universidade Nova de Lisboa, lecionando várias disciplinas na área de Ciências da Comunicação. É o autor de múltiplos trabalhos científicos sobre os media  portugueses, incluindo os livros Jornalismo e Mercado: os novos desafios colocados à formação e A TV de Proximidade e os Novos Desafios do Espaço Público.

## Carreira
Enquanto completava uma licenciatura em Comunicação Social na Universidade Nova de Lisboa, entre 1984 e 1989, Pedro Coelho iniciou colaborações simultâneas com a Rádio Almansor, o Jornal Folha de Montemor e a Rádio Comercial. Em 1989, trocou a Rádio Comercial pelo Correio da Manhã Rádio. Durante o ano de 1990, passou ainda pelo Semanário Vídeo.
Em 1992, terminando todas as outras ligações profissionais, Pedro Coelho integrou a SIC, participando nas emissões inaugurais da estação de televisão. Tornar-se-ia numa figura maior do canal, dedicando-se a projetos de investigação diversos, da regulação da banca aos direitos humanos.
A década de 2000 foi marcada pela entrada de Pedro Coelho no espaço académico. O jornalista completou um mestrado em Ciências da Comunicação em 2004 na Universidade Nova de Lisboa, onde começou a lecionar em 2005. Em 2014, terminou o doutoramento em Estudo dos Media e do Jornalismo, iniciado em 2008 na mesma universidade, trabalhando o ensino do jornalismo. Desde 2011, coordena na Nova a Pós-Graduação em Jornalismo Multiplataforma.
Enquanto docente, foi membro fundador e coordenador geral da Associação Repórteres em Construção (REC), lançada em 2017, e do blog LABFORM, dedicado ao ensino do jornalismo.
No espaço associativo, Pedro Coelho foi membro da direção do Sindicato dos Jornalistas entre 1998 e 1999. É desde 2018 membro do Conselho Geral da estrutura sindical. Foi um dos organizadores do 4.º Congresso dos Jornalistas Portugueses, realizado em 2017. Entre 1993 e 2001 integrou o Conselho de Redação da SIC.

## Prémios
Pedro Coelho é um dos mais premiados jornalistas portugueses, tendo conquistado por duas vezes um Prémio Gazeta, o mais alto galardão jornalístico em Portugal.
Entre as suas distinções incluem-se:
- Prémio AMI Jornalismo Contra a Indiferença 2002, Menção Honrosa pela grande reportagem "Cova da Moura"
- Prémio AMI Jornalismo Contra a Indiferença 2004, pela grande reportagem "Filhos da Diferença"
- Prémio Jornalista do Ano da Associação Portuguesa de Bombeiros (2004), com a grande reportagem "Nação Ardente"
- Nomeado para figura jornalística do ano da Associação Manus Cais (2004)
- Seleção para catálogo do Festival Internacional de reportagem e documentário televisivos (FIPA) 2005 da Grande Reportagem "Código de Barras"
- Medalha de Ouro Comemorativa da Assinatura da Declaração Universal dos Direitos Humanos, atribuída pela Assembleia da República (2005)
- Prémio AMI Jornalismo Contra a Indiferença 2007, Menção Honrosa pela grande reportagem "Rosa Brava"
- Prémio de Jornalismo da Associação Nacional de Municipios Portugueses (2007), Menção Honrosa pela grande reportagem "Ilha da Solidão"
- Nomeação da grande reportagem "Rosa Brava" para o Festival Internacional de Documentário de Chicago 2008
- Prémio Família na Comunicação Social 2008, Menção Honrosa pela grande reportagem "Rosa Brava"
- Prémio de Jornalismo Direitos Humanos & Integração da do Alto Comissariado para a Imigração e Diálogo Intercultural da UNESCO (2008), Menção Honrosa pela grande reportagem "Rosa Brava"
- Prémio Maisjornalismo 2010, da Mais Alentejo
- Prémio de Jornalismo Direitos Humanos & Integração da do Alto Comissariado para a Imigração e Diálogo Intercultural da UNESCO (2010), Menção Honrosa pela grande reportagem “Belavista, 180 dias depois”
- Prémio de Jornalismo da Liga Portuguesa Contra o Cancro 2011, Menção Honrosa pela grande reportagem "SAFIRA"
- Prémio de Jornalismo da Novartis Oncology 2011, Menção Honrosa pela grande reportagem "SAFIRA"
- Prémios Convergência 2011, Menção Honrosa pela grande reportagem "SAFIRA"
- Prémio Nacional de Jornalismo do Parlamento Europeu 2011
- Prémio TV 7 Dias 2011, pela grande reportagem "SAFIRA"
- Prémio Cáceres Monteiro de Jornalismo 2013
- Prémio Gazeta de Jornalismo de Televisão 2014
- Prémio TV 7 Dias 2014, pela grande reportagem "A Fraude"
- Prémio Gazeta de Jornalismo de Televisão 2017

Troféus de Televisão TV 7 Dias/Impala
| Ano  | Prémio                           | Resultado |
| ---- | -------------------------------- | --------- |
| 2021 | Informação - Jornalista/Repórter | Indicado  |